# شهرستان یغگنادزور
شهرستان یغگنادزور (ارمنی: Եղեգնաձորի շրջան) یکی از سی و هفت شهرستان  در تقسیم‌بندی جمهوری شوروی سوسیالیستی ارمنستان بود. مرکز این شهرستان یغگنادزور بود. طبق سرشماری سال ۱۹۸۷ میلادی جمعیت آن بالغ بر ۳۵٬۴۰۰ تن و مساحت آن ۱۱۳۴ کیلومتر مربع بود.

## مناطق مسکونی
- آگاراکادزور
- یغگیس
- آغاونادزور
- آغنجادزور
- آماغو
- آرنی
- آرپی
- Բոլորաբերդ
- گتاپ
- گلادزور
- Գյադիկվանք
- وارداهوویت
- گنیشیک
- یلپین
- یغگیس
- سیساوان
- تاراتومب
- خاچیک
- کالاسار
- هورباتغ
- هورس
- گوغتانیک
- هرمون
- سواژایر
- آراتس
- مالیشکا
- شاتین
- چیوا
- ریند
- سالی
- ورنشن
- کاراگلوخ

## نگارخانه

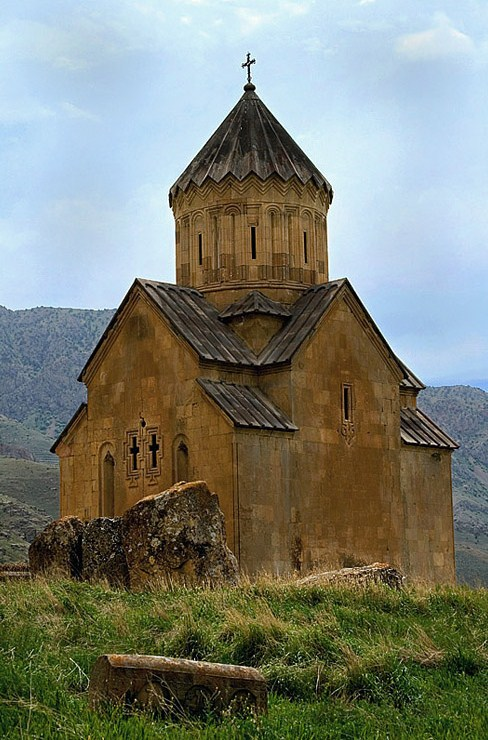
کلیسای آرنی
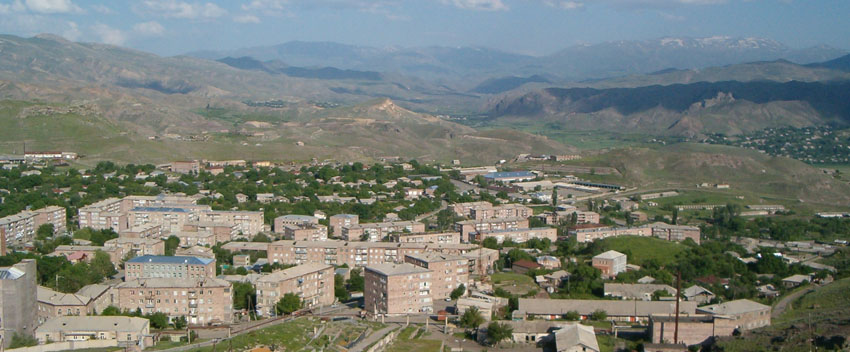
یغگنادزور
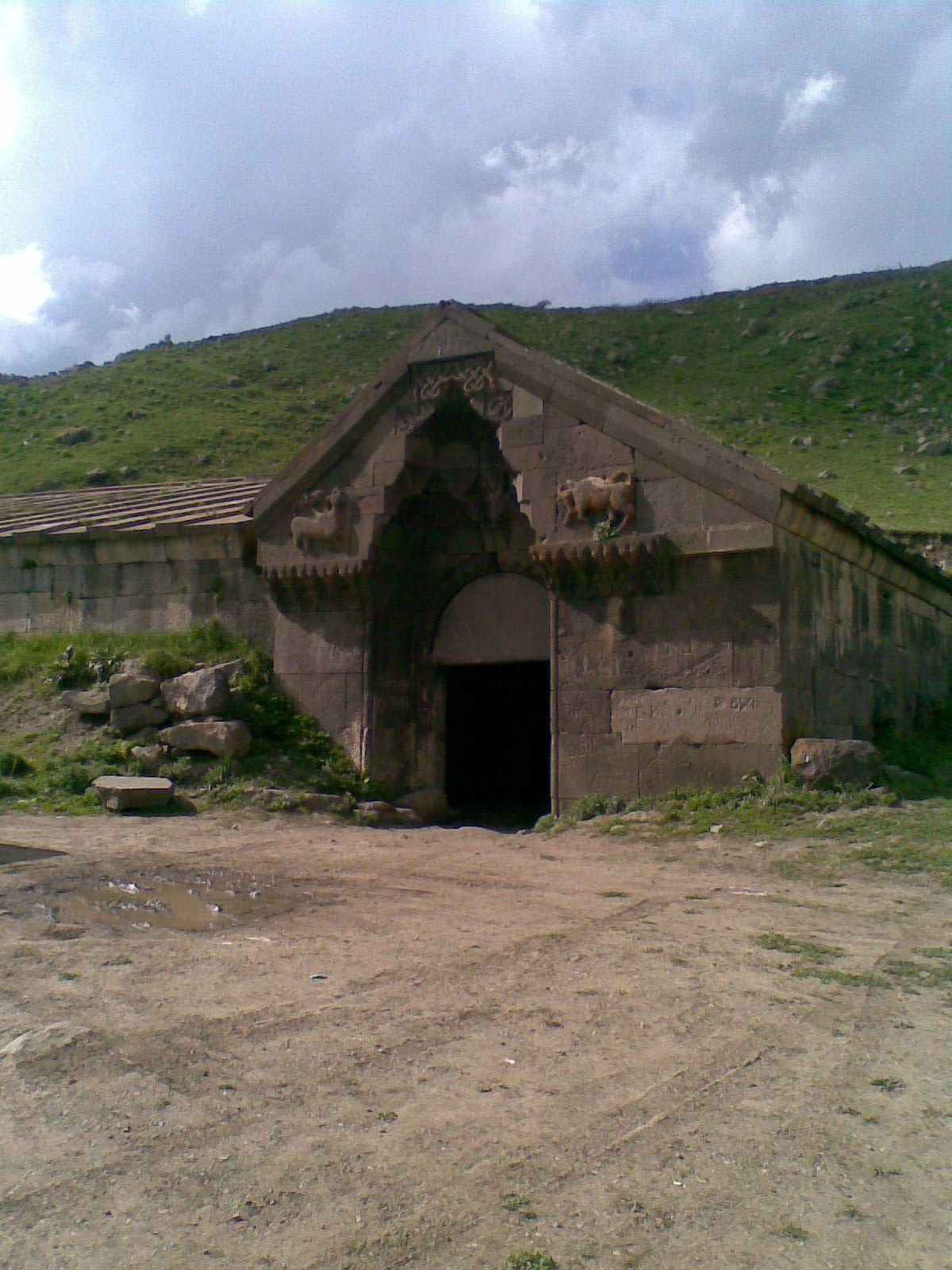
Սելիմի իջևանատուն